# Гияев, Малик
Малик Гияев (20 сентября 1920 года, Гармский район, Таджикской ССР — 20 сентября 1993 года, село Малик Гияев, Бохтарского район, Таджикистан) — советский таджикский хлопковод, Герой Социалистического Труда (1947).

## Биография
Трудовую деятельность начал в 1934 году в хлопководческом колхозе «Политотдел» Курган-Тюбинского района (в 1939–1944 и 1947–1951 годах – Сталинабадской области, в 1944–1947 – Курган-Тюбинской области) Таджикской ССР: работал рядовым колхозником, счетоводом, секретарём правления, заведующим складом. В 1946 году вступил в ВКП(б)/КПСС. 
В 1940-х годах возглавлял в своём колхозе звено, которое регулярно добивалось высоких производственных показателей по выращиванию и уборке хлопка-сырца. Особенно успешным для хлопкоробов стал 1947 год, когда звено получило урожай египетского хлопка 62,5 центнера с гектара на площади 3 гектара (второй результат в колхозе). 
Указом Президиума Верховного Совета СССР от 1 марта 1948 года за получение высокого урожая хлопка при выполнении колхозом обязательных поставок и натуроплаты за работу МТС в 1947 году и обеспеченности семенами зерновых культур для весеннего сева 1948 года Гияеву Малику присвоено звание Героя Социалистического Труда с вручением ордена Ленина и золотой медали «Серп и Молот». 
Этим же указом высокого звания был удостоен другой звеньевой колхоза «Политотдел» Худойназар Махмадаминов (63,4 центнера с гектара). 
В 1950–1953 годах – слушатель школы по подготовке колхозных кадров. С 1953 по 1960 год работал в колхозе имени Ленина агрономом, заместителем председателя колхоза по разведению крупного рогатого скота, агрономом-энтомологом, заведующим агроучастком. 
С 1960 года – колхозник, заведующий агроучастком, агроном, бригадир садоводческой бригады колхоза имени Карла Маркса в городе Курган-Тюбе. В 1965 перешёл на работу агрономом опытной станции. 
В 1971–1975 годах – председатель Бустонкалинского поселкового Совета депутатов трудящихся (посёлок Бустонкала Курган-Тюбинского района). 
С 1975 года – директор Курган-Тюбинского питомника. 
С 1980 года – персональный пенсионер союзного значения. Жил в селе Политотдел Бохтарского района (ныне – село Малик Гиёев района Кушониён Хатлонской области) Таджикистана. Умер 20 сентября 1993 года. 
Награждён орденом Ленина (01.03.1948), медалями. 
Именем Героя названо село, в котором он жил и работал.

## Награды
Награждён Орденом Ленина и медалью Героя Социалистического Труда
Бывшее село Политотдели Кушанийонского района носит имя Малик Гиёев.